# Järnhårda lönelagen
Järnhårda lönelagen (tyska: Ehernes Lohngesetz) är ett teoretiskt begrepp som myntades av den tyske socialisten och revolutionären Ferdinand Lassalle. Teorin innebär att om en arbetare skulle kräva högre lön, skulle det alltid finnas någon annan som är beredd att acceptera lägsta möjliga, livsuppehållande lön. Det vore därmed meningslöst att försöka höja arbetarklassens generella lönenivå.
Idén om den järnhårda lönelagen letade sig in i Tysklands socialistiska arbetarpartis program av år 1875 (Gothaprogrammet). Karl Marx, som i sin ungdom varit anhängare av teorin, avfärdade den skarpt i sin Kritik av Gothaprogrammet.
Detta hindrar dock inte moderna författare att felaktigt tillskriva Marx denna idé.

## Populärkultur
Begreppet finns även med i sångtexten till låten "Den ena handen vet vad den andra gör" från 1972 av Blå Tåget, som Ebba Grön gjorde en cover på 1980 under namnet "Staten och kapitalet".